# Струпово
Стру́пово (фин. Struuppova) — деревня в Кузёмкинском сельском поселении Кингисеппского района Ленинградской области.

## История
На карте Ингерманландии А. И. Бергенгейма, составленной по шведским материалам 1676 года, обозначена деревня Belloser.
На шведской «Генеральной карте провинции Ингерманландии» 1704 года она отмечена как Stropel.
Под названием Белозер упомянута на «Географическом чертеже Ижорской земли» Адриана Шонбека 1705 года.
Как деревня Струпово она обозначена на карте Ингерманландии А. Ростовцева 1727 года.
На карте Санкт-Петербургской губернии Я. Ф. Шмидта 1770 года нанесена деревня Струпова.
Также деревня Струпова упомянута на карте Санкт-Петербургской губернии 1792 года А. М. Вильбрехта.
На карте Санкт-Петербургской губернии Ф. Ф. Шуберта 1834 года деревня Струпово не отмечена.

СТРУПОВО — деревня принадлежит коллежскому асессору Митрофанову, число жителей по ревизии: 27 м. п., 34 ж. п. (1838 год)

В пояснительном тексте к этнографической карте Санкт-Петербургской губернии П. И. Кёппена 1849 года она записана как деревня Strupowa (Струпово) и указано количество её жителей на 1848 год: савакотов — 36 м. п., 44 ж. п., всего 80 человек.
Согласно карте профессора С. С. Куторги 1852 года деревня называлась Струпова.

СТРУПОВО — деревня полковника Биппена, 12 вёрст по почтовой, а остальное по просёлкам, число дворов — 9, число душ — 29 м. п. (1856 год)

СТРУПОВО — деревня, число жителей по X-ой ревизии 1857 года: 37 м. п., 43 ж. п., всего 80 чел.

СТРУПОВА — деревня владельческая при реке Луге, число дворов — 10, число жителей: 139 м. п., 125 ж. п.; Паровой лесопильный завод. (1862 год)

СТРУПОВО — деревня, по земской переписи 1882 года: семей — 22, в них 50 м. п., 67 ж. п., всего 117 чел.

Согласно материалам по статистике народного хозяйства Ямбургского уезда 1887 года одно из имений при селении Струпово площадью 821 десятина принадлежало купчихе А. И. Яковлевой и вдове метрдотеля П. И. Рейнхарт, засевалась овсом 1 десятина, рыбная ловля сдавалась в аренду. Второе имение, площадью 2 десятины, принадлежало наследникам барона К. К. де Боде, оба имения были приобретены до 1868 года. Третье имение при селении Струпово площадью 22 десятины принадлежало купцу А. А. Кочневу, имение было приобретено в 1878 году за 1800 рублей. 40 рабочих в имении занимались рыбной ловлей на 10 неводов и 100 мерёжей.

СТРУПОВО — деревня, число хозяйств по земской переписи 1899 года — 29, число жителей: 85 м. п., 100 ж. п., всего 185 чел.
 разряд крестьян: бывшие владельческие, народность: финская — 165 чел., русская — 9 чел., смешанная — 11 чел.

В 1900 году, согласно «Памятной книжке Санкт-Петербургской губернии», участок земли при деревне Струпово площадью 844 десятины принадлежал жене купца Пелагее Ивановне Рейхард.
В конце XIX — начале XX века деревня административно относилась к Наровской волости 2-го стана Ямбургского уезда Санкт-Петербургской губернии.
По данным «Памятной книжки Санкт-Петербургской губернии» за 1905 год участок деревни Струпово площадью 38 ½ десятин принадлежал швейцарскому гражданину Иоахиму Матвеевичу Лейтцингеру. А также, одна лесная дача Струповская площадью 338 десятин, принадлежала «Кирьямскому Товариществу» из 38 домохозяйств, другая лесная дача Струповская площадью 468 десятин — Пелагее Ивановне Рейнхард и Александре Ивановне Яковлевой. Кроме того участок леса деревни Струповской, площадью 100 десятин, принадлежал Степану Кузьмичу Аганену.
С 1917 года в состав Струповского сельсовета Наровской волости Кингисеппского уезда входили деревни Старое Струпово и Новое Струпово.
С 1924 года в составе Новодеревенского сельсовета.
Согласно данным переписи населения СССР 1926 года в деревне Струпово проживали 149 человек, большинство финны, а также эстонцы и ижоры; в населённом пункте лесопильный завод Струпово проживали 16 человек, большинство эстонцы, а также русские и ижоры.
С 1927 года в составе Кингисеппского района.
С 1928 года в составе Больше-Кузёмкинского сельсовета. В 1928 году население деревень Старое Струпово и Новое Струпово составляло 165 человек.

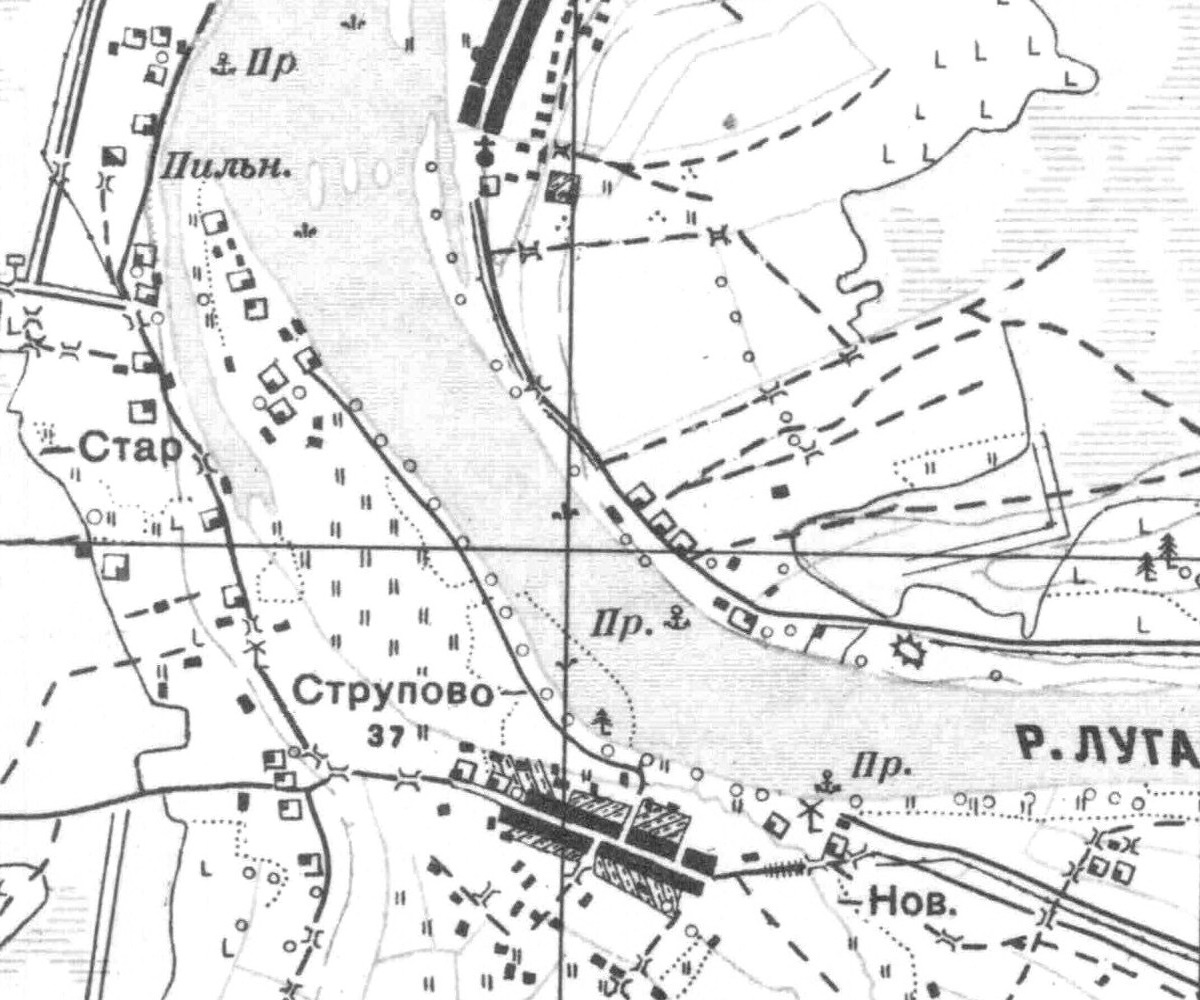
План деревни Струпово. 1930 год

С 1930 года деревни Старое Струпово и Новое Струпово учитываются областными административными данными как единая деревня Струпово. Согласно топографической карте 1930 года деревня насчитывала 37 дворов, к востоку от деревни находились пристань и ветряная мельница, к западу — ещё одна ветряная мельница.
По данным 1933 года деревня называлась Струппово и входила в состав Кузёмкинского сельсовета Кингисеппского района.
C 1 августа 1941 года по 31 января 1944 года деревня находилась в оккупации.
В 1958 году население деревни Струпово составляло 47 человек.
По данным 1966, 1973 и 1990 годов деревня Струпово также входила в состав Кузёмкинского сельсовета.
В 1997 году в деревне Струпово проживал 21 человек, в 2002 году — 27 человек (русские — 78 %), в 2007 году — 24, в 2010 году — 19.

## География
Деревня расположена в северо-западной части района на автодороге 41К-109 (Лужицы — Первое Мая).
Расстояние до административного центра поселения — 5 км.
Расстояние до ближайшей железнодорожной станции Усть-Луга — 15,5 км.
Деревня находится на левом берегу реки Луга.

## Демография
| 1862 | 2007 | 2010 | 2017 |
| ---- | ---- | ---- | ---- |
| 264  | ↘24  | ↘19  | ↘13  |

### Национальный состав
Согласно данным Всероссийской переписи населения 2021 года в деревне проживали 14 человек, из них:
 русские — 12, белорусы — 1, финны — 1 человек.

## Улицы
Солнечная, Цветочная.